# Касподжо
Касподжо (італ. Caspoggio) — муніципалітет в Італії, у регіоні Ломбардія, провінція Сондріо.
Касподжо розташоване на відстані близько 530 км на північний захід від Рима, 105 км на північний схід від Мілана, 12 км на північ від Сондріо.
Населення — 1427 осіб (2014).

## Демографія
Населення за роками:

Станом на 1 січня 2023 року в муніципалітеті офіційно проживало 14 іноземців з 7 країн, серед них 5 громадян країн Євросоюзу.

## Сусідні муніципалітети
- К'єза-ін-Вальмаленко
- Ланцада
- Монтанья-ін-Вальтелліна
- Торре-ді-Санта-Марія